# Eremaphanta dispar
Eremaphanta dispar är en biart som först beskrevs av Morawitz 1892.  Eremaphanta dispar ingår i släktet Eremaphanta och familjen sommarbin. Inga underarter finns listade i Catalogue of Life.